# Jean Armand de Maillé
Jean Armand de Maillé marchese di Brézé (18 ottobre 1619 – 14 giugno 1646) è stato un ammiraglio e nobile francese.
Figlio di Urbain, Maresciallo di Francia, e di Nicole du Plessis, sorella del cardinale Richelieu, in età giovanile si dedicò alla carriera navale, mettendosi in evidenza nel 1638 nella guerra di Fiandra.
Nel 1640, al comando di una squadra navale, sconfisse gli Spagnoli nelle acque davanti a Cadice, impedendo loro di portare soccorso alle città assediate dall'armata francese. 
Successivamente, nel 1642, riportò una vittoria sugli Spagnoli a Barcellona e il 3 settembre 1643 ottenne un ulteriore successo contro la flotta spagnola nei pressi di Cartagena. 
Nel mese di febbraio del 1646, giunse in Italia in supporto alla flotta navale dislocata nel Mediterraneo nel corso  dell'assedio di Orbetello, dove fu ucciso da una cannonata durante uno scontro navale.